# Gemini-programmet
Gemini-projektet var det andet bemandede rumprojekt der blev sat i gang af USA, efter at Mercury-programmet havde bragt den første amerikaner ud i rummet. I årene fra 1964 til 1966 gennemførtes ti bemandede rumflyvninger samt to ubemandede prøveflyvninger med Gemini-fartøjer, med henblik på at træne de teknikker, man nødvendigvis måtte mestre, hvis det efterfølgende Apollo-rumprogram skulle realiseres:
- Udstyr der kan klare sig i rummet i længere tid (Gemini 7 opholdt sig i nærved to uger i rummet).
- Indblik i den indflydelse som længere tids vægtløshed har på menneskekroppen.
- Udstyr og metoder til at finde og sammenkoble rumfartøjer i kredsløb.
- Teknikker til at lande fartøjet på et på forhånd udpeget sted på Jorden.
- Afprøvning af rumdragter i vakuum.

Navnet "Gemini" er det latinske ord for tvilling, og refererer til fartøjets to-mands besætning. Samme navn bruges om stjernebilledet Tvillingerne.

## Gemini-rumfartøjet
Oprindeligt blev Gemini-projektet betragtet som en "naturlig forlængelse" af Mercury-programmet, og blev tidligt omtalt som Mercury Mark II, men det rumfartøj man udviklede til Gemini-projektet havde ikke ret meget til fælles med Mercury-rumfartøjerne. Det senere Apollo-program var allerede i planlægningsfasen da Gemini-projektet blev iværksat, så under konstruktionen af Gemini-rumfartøjet kunne man trække på de erfaringer der allerede var gjort i forbindelse med Apollo. Som det første amerikanske, bemandede rumfartøj medbragte Gemini en computer, som brugtes til at beregne og gennemføre manøvrer med fartøjet.

Astronauterne havde katapultsæder i tilfælde af uheld. Der var ingen luftsluse, så trykket blev sænket i kabinen inden rumvandring. Kommandopiloten havde en 5-lags, 10,5 kg tung trykdragt på, mens 2.piloten, der skulle på rumvandring, havde en 7-lags, 15 kg tung rumdragt. De to ekstra lag var yderst et termisk lag, til at fordele temperaturen og næstyderst et mikrometeoridesikkert lag.

### Afkastelige sektioner
En af de primære forskelle mellem Gemini- og Mercury-fartøjerne var, at mens Mercury havde alle fornødenheder inden i selve rumkapslen, så bestod Gemini af en 3,35 m lang kegleformet kapsel til astronauterne efterfulgt af en 0,9 m bremseraketsektion og en 1,35 m udstyrssektion med strømforsyning, styreraketter, måleudstyr, luft til kabineatmosfæren osv.
Under de tidlige, korte flyvninger med Gemini-rumfartøjer blev strømforsyningen alene varetaget af batterier om bord, men senere Gemini-flyvninger var de første til at bruge brændselsceller under bemandet rumfart.

### Styrbar faldskærm
Mens Mercury-kapslerne hang lodret i en faldskærm på det sidste stykke af deres færd tilbage til Jorden, så var den oprindelige plan at Gemini-fartøjet skulle være ophængt i vandret stilling i en styrbar faldskærm, så fartøjet kunne styres som en "hangglider" på det sidste stykke inden landingen. Af den grund er faldskærmen fastgjort til to punkter på Gemini; ét nær spidsen af den omtrent kegleformede kapsel, og ét nær den flade ende med varmeskjoldet.

### Manøvredygtighed
Mens Mercury-rumfartøjerne "kun" kunne ændre deres egen rumlige orientering, havde Gemini sin egen raketmotor som kunne bruges til at ændre omløbsbanen flere gange undervejs i en flyvning. Gemini-fartøjerne var desuden bygget til at kunne kobles sammen med et af de såkaldte Agena-målfartøjer: Agena-fartøjet (GATV – Gemini Agena Target Vehicle) havde en kraftig raketmotor, som en Gemini efter sammenkobling kunne bruge som rakettrin. Gemini 9's målfartøj var ATDA – Augmented Target Docking Adapter, uden raketmotor. ATDA blev døbt den vrede alligator, pga. udseendet.

## Gemini-flyvninger
Gemini-programmet involverede i alt tolv flyvninger, hvoraf de to første var ubemandede prøveflyvninger.
- Gemini 1: Ubemandet prøveflyvning med det første Gemini-rumfartøj fra 8. til 12. april 1964.
- Gemini 2: Suborbital flyvning den 19. januar 1965 med henblik på at afprøve Gemini-kapslens varmeskjold.
- Gemini 3: Virgil "Gus" Grissom og John W. Young opsendes den 23. marts 1965, og gennemfører tre omløb om Jorden på 4 timer, 52 minutter og 13 sekunder.
- Gemini 4: James McDevitt og Edward H. White II opsendes 3. juni 1965, og flyver i 4 dage, 1 time, 56 minutter og 12 sekunder. White bliver den første amerikaner på rumvandring.
- Gemini 5: Gordon Cooper og Charles Conrad opsendes 21. august 1965, og flyver i 7 dage, 22 timer, 55 minutter og 14 sekunder; over en uge.
- Gemini 7: Frank Borman og James Lovell opsendes 4. december 1965, og flyver i 13 dage, 18 timer, 35 minutter og 1 sekund. Opsendelsen af Gemini 6 var blevet aflyst, da det Agena-målfartøj den skulle være koblet samme med, svigtede, så man brugte Gemini 7 som "målfartøj" for den efterfølgende Gemini 6A.
- Gemini 6A: Walter Schirra og Thomas Stafford opsendes 15. december og flyver i 1 dag, 1 time, 51 minutter og 24 sekunder, hvorunder de mødes med Gemini 7.
- Gemini 8: Neil A. Armstrong og David Scott opsendes 16. marts 1966, og flyver i 10 timer, 41 minutter og 26 sekunder. Efter en vellykket sammenkobling med et Agena-målfartøj opstår en fejl i Gemini, som sætter de sammenkoblede fartøjer i ukontrollabel rotation. Mandskabet frakobler Agena-fartøjet hurtigt derefter, og gennemfører den første nødlanding med et bemandet amerikansk rumfartøj.
- Gemini 9: Thomas P. Stafford og Eugene Cernan opsendes 3. juni 1966, og flyver i 3 dage og 21 timer. Forsøg på sammenkobling med et målfartøj mislykkedes, idét raketnæsen på målfartøjet ikke var blevet afkastet. Til gengæld gennemføres tre forskellige måder at mødes med målfartøjet, to timers rumvandring og 44 kredsløb om Jorden.
- Gemini 10: John W. Young og Michael Collins opsendes 18. juli 1966, og flyver i 2 dage, 22 timer, 46 minutter og 39 sekunder. På denne tur bruges raketmotoren i Agena-målfartøjet for første gang til at manøvrere Gemini-fartøjet.
- Gemini 11: Charles Conrad og Richard Gordon opsendes 12. september 1966, og flyver 2 dage, 23 timer, 17 minutter og 8 sekunder. Ved hjælp af Agena-målfartøjets raketmotor sætter denne flyvning højderekord for Gemini-programmet med 1.368 kilometer.
- Gemini 12: James A. Lowell, Jr. og Edwin "Buzz" Aldrin opsendes 11. november 1966, og flyver i 3 dage, 22 timer, 34 minutter og 31 sekunder. Undervejs sætter Aldrin rekord med 5 timer og 30 minutters rumvandring.

| Foregående: Mercury-programmet | Gemini-programmet 1962– 1966 | Efterfølgende: Apollo-programmet |